# Brossok (Geschlecht)

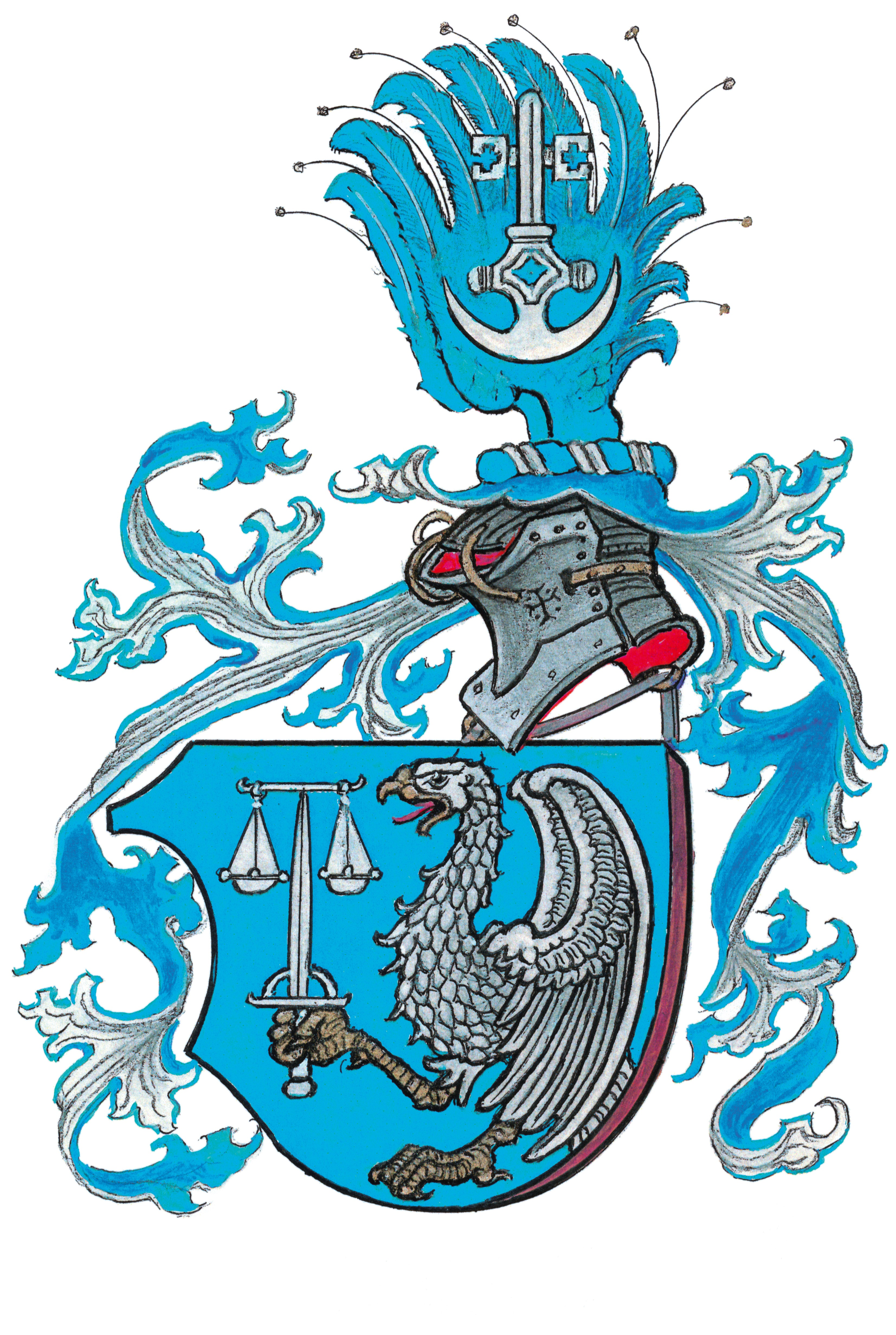
Wappen der Familie Brossok

Brossok ist der Name eines alten schlesischen Geschlechts. Die Groß- und Bildungsbürgerliche Familie stammt aus Groß Märtinau im Kreis Trebnitz in Niederschlesien.

## Geschichte

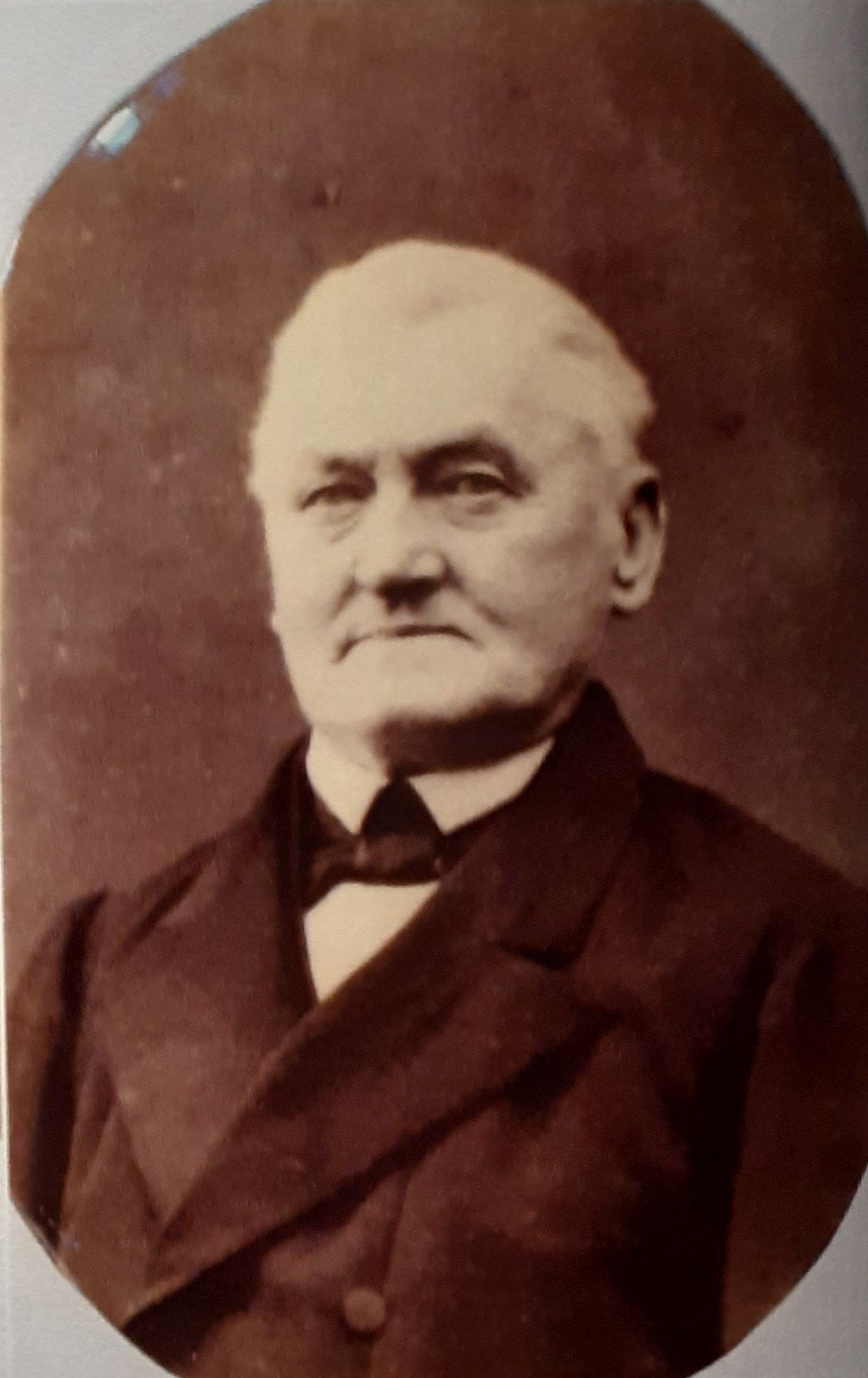
Johann Anton Joseph Brossok (1801–1876) Stammvater des Hauses Neuhof des Geschlechts Brossok

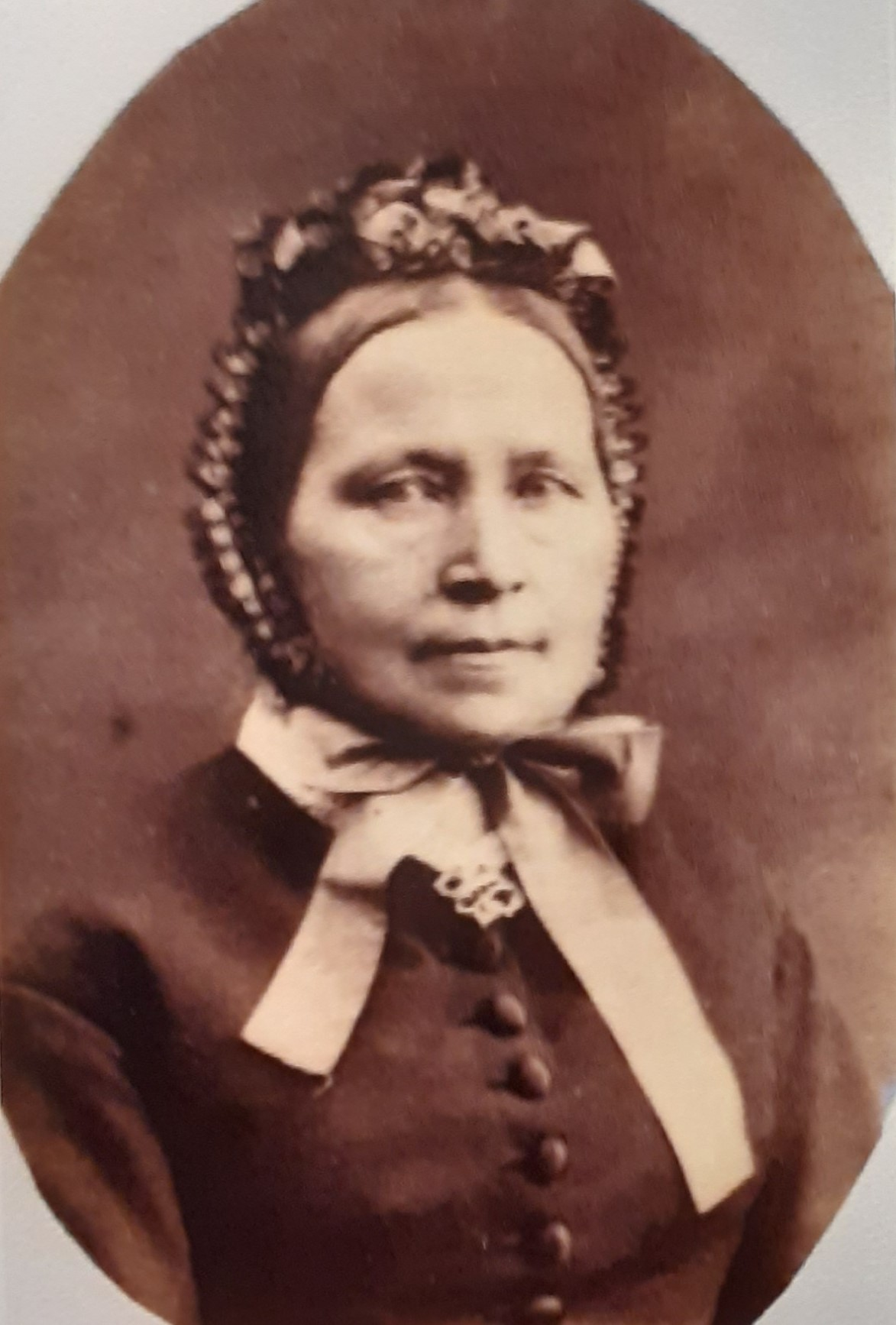
Maria Franziska Veronika Brossok geb. Majunke (1813–1882) 2. Ehefrau des Johann Anton Joseph Brossok des Hauses Neuhof

Die Familie ist schlesischer Abstammung. Der älteste erwähnte Vorfahre ist Daniel Martin Brossok (1732–1803) aus Gr. Märtinau / Kreis Trebnitz. Er ist der Ahnherr aller heute lebenden Familienmitglieder.
Eine Besonderheit des Namens der Familie ist, dass er ausschließlich innerhalb der Familie vorkommt. Jeder der ihn trägt ist mit der Familie blutsverwandt oder angeheiratet. Dies macht den Nachnamen äußerst selten. Derzeit leben etwa 40 Träger des Namens auf der Welt.
Gedeutet wird der Familienname Brossok= Preuße (Benennung nach Herkunft zu polnisch Prusak ‘Preuße’ für einen Bewohner von Preußen oder auch für einen Deutschen allgemein).
Derzeit existieren zwei Häuser und drei Linien der Familie:
- Das Haus Groß Märtinau von 1732 mit den Linien Stolp und Oldenburg
- Das Haus Neuhof von 1801 mit den Linien Kainowe und Trebnitz

Das Haus Groß Märtinau mit seinen Linien Stolp und Oldenburg wanderte jedoch bereits im Jahre 1890 von Hamburg in die USA aus. Sie ließen sich in und um New York nieder wo sie bis heute leben. Die Linie Stolp des Hauses Groß Märtinau erlosch im 19. Jahrhundert.
Die Angehörigen des Hauses Neuhof mit seinen Linien Kainowe und Trebnitz lebten bis in das Jahr 1945 in und um Trebnitz, Oppeln und Breslau in Nieder- und Oberschlesien. Durch die Vertreibung aus Schlesien am Ende des Zweiten Weltkrieges verteilten sich die Mitglieder des Hauses auf das ganze heutige deutsche Bundesgebiet.
Viele Mitglieder der Familie sind und waren Akademiker. Vom Archäologen über den Historiker sowie Kleriker.
Außergewöhnlich oft vertreten im Neuhofer Haus sind Ärzte und Juristen/Richter/Staatsanwälte. Auch oft vertreten sind bis heute Beamte und Soldaten.
Verwandt und/oder verschwägert ist die Familie Brossok mit:
- dem Kaufmannsgeschlecht von Eisenecker aus Nicolai/Oberschlesien
- dem schlesischen Uradelsgeschlecht derer von Schweinichen
- dem Unternehmergeschlecht Neugebauer aus Schönwalde bei Silberberg/Langenbielau/Niederschlesien
- dem Köllmer/Gutsherrengeschlecht Vorreiter aus Beuthen-Tarnowitz in Schlesien.

## Wappen
In Blau ein sitzender goldbewehrter silberner Adler, in seinen Fängen ein silbernes Schwert haltend, auf der Schwertspitze eine silberne Waage.
Auf dem Stechhelm, blau–silbern bewulstet und mit blau–silbernen Decken, ein blauer Adlerflug, belegt mit einer liegenden silbernen Mondsichel,
in deren Höhlung ein silberner, doppelbärtiger Schlüssel aufgesteckt ist.
Wappendevise: Animus liber est!

## Bekannte Namensträger
- Eberhard Brossok (1892–1982), deutscher Jurist, Richter, Verwaltungsbeamter und Landrat[5][6]
- Hilke Brossok (* 1942), deutsche Juristin und Richterin am Verfassungsgericht Nordrhein–Westfalen
- Hans–Eberhard Brossok (1921–2010), deutscher Hauptmann, Bibliotheksrat und Autor
- Karl Josef Aloys Brossok (1854–1939), deutscher Jurist und Oberstaatsanwalt
- Georg Berthold Johannes Brossok (1880–1933), deutscher Chirurg, Direktor des Chirurgischen Krankenhauses in Oppeln
- Joseph Brossok, deutscher Pfarrer[7]
- Paul Franz Anton Brossok (1844–1897), Oberst der preußischen und der deutschen Kaiserlichen Armee
- Bernhard Joseph Michael Brossok, Oberst der preußischen Armee